# Renate Köcher
Renate Köcher (* 17. Juli 1952 in Frankfurt am Main) ist eine deutsche Meinungsforscherin. Sie ist Geschäftsführerin des Instituts für Demoskopie Allensbach (IfD).

## Beruflicher Werdegang
Renate Köcher studierte Volkswirtschaftslehre, Soziologie und Publizistik in Mainz und München. Ihre Diplom-Arbeit schrieb sie bei Elisabeth Noelle-Neumann in Mainz. 1977 begann sie als wissenschaftliche Mitarbeiterin im Allensbacher Institut für Demoskopie, wo sie schon früher ein Praktikum absolviert hatte. Bereits nach wenigen Monaten leitete sie einen eigenen Forschungsbereich, und ab 1980 war sie Projektleiterin u. a. für die Marktforschungsbereiche Finanzdienstleistungen, Energie und technische Innovationen. 1985 promovierte Köcher in München mit dem Thema Berufsethik von deutschen und britischen Journalisten zum Dr. rer. pol.
Im Jahr 1988 lud Elisabeth Noelle-Neumann sie ein, in die Geschäftsführung des IfD einzutreten. Köcher war schon seit langem eine der wichtigsten Mitarbeiterinnen auf dem Gebiet der Markt- und Sozialforschung, doch stand hinter der Einladung auch der Wunsch, dass ihre Kenntnisse als Volkswirtin dem Institut in einer damals schwierigen wirtschaftlichen Lage helfen sollten. Renate Köcher nahm das Angebot an und leitet seitdem das IfD – bis zum Tode von Elisabeth Noelle-Neumann am 25. März 2010 zunächst mit dieser gemeinsam – als Geschäftsführerin.
2003 wurde Renate Köcher durch den Ministerpräsidenten von Baden-Württemberg der Professorentitel verliehen.
In ihrer Funktion als Allensbach-Geschäftsführerin publiziert sie regelmäßig auch in großen Tages- und Wochenzeitungen.

### Mitgliedschaften
Renate Köcher ist Mitglied des Universitätsrats der Universität Mannheim. Außerdem ist oder war sie Mitglied mehrerer Aufsichtsräte (Allianz, BMW Group, Infineon Technologies AG). Renate Köcher ist Mitglied im Kuratorium der Eugen-Biser-Stiftung, der Robert Bosch Stiftung, der Eberhard von Kuenheim Stiftung und Jurymitglied bei den Preisvergaben der Ludwig-Erhard-Stiftung. Sie ist Mitglied im Vorstand der Siepmann-Stiftung, des Kontrollgremiums der Unternehmensgruppe ALDI SÜD. Seit 2012 ist sie Mitglied des Bioökonomierats (BÖR). 2018 war sie Teilnehmerin der Bilderberg-Konferenz in Turin.

## Ehrungen
- 1996: Verdienstkreuz 1. Klasse der Bundesrepublik Deutschland
- 2006: Arthur-Burkhardt-Preis
- 2012: Persönlichkeit des Jahres des BVM Berufsverbandes Deutscher Markt- und Sozialforscher e. V.

## Kritik
Für öffentliche Kritik sorgten Umfragen zur Landtagswahl in Baden-Württemberg 1992 und Landtagswahl in Baden-Württemberg 1996, bei denen das Allensbach-Institut die Umfragewerte der Partei Die Republikaner viel zu niedrig ansetzte. Allensbach prognostizierte 4,5 bzw. 4 Prozent Stimmenanteil. Die tatsächlichen Wahlergebnis der Republikaner lagen jedoch bei 10,9 und 9,1 Prozent. In einem Interview zu den Vorfällen räumte Renate Köcher ein, dass sie der Partei keine Plattform bieten wolle und daher die im Vorfeld der Wahl ihr bekannten höheren Umfragewerte nicht veröffentlicht hatte. Dieses Vorgehen stieß in der Publizistik und Wissenschaft auf Kritik.